# Stegosauria
Stegosauria sunt un infraordin de dinozauri ierbivori din Jurasic și Cretacic, fiind găsite mai ales în emisfera nordică, în principal în ceea ce este acum America de Nord și China. Au fost numiți după Stegosaurus. 

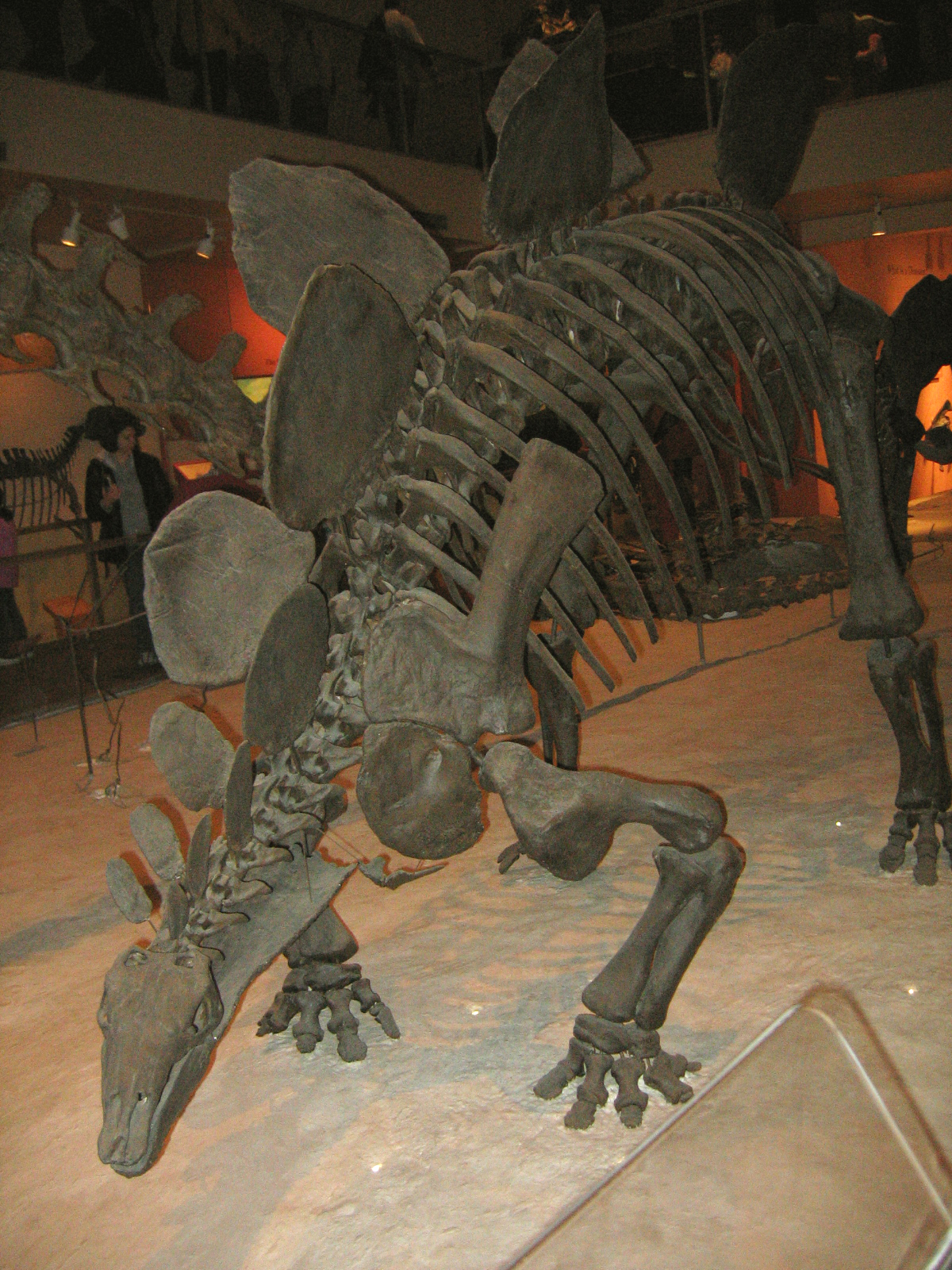
Stegosaurus

## Caracteristici
- au plăci osoase pe spate și pe coadă
- au capete lungi, înguste

## Clasificare

### Genuri principale
- Huayangosauridae (au trăit în Jurasic în Anglia și China)Huayangosaurus

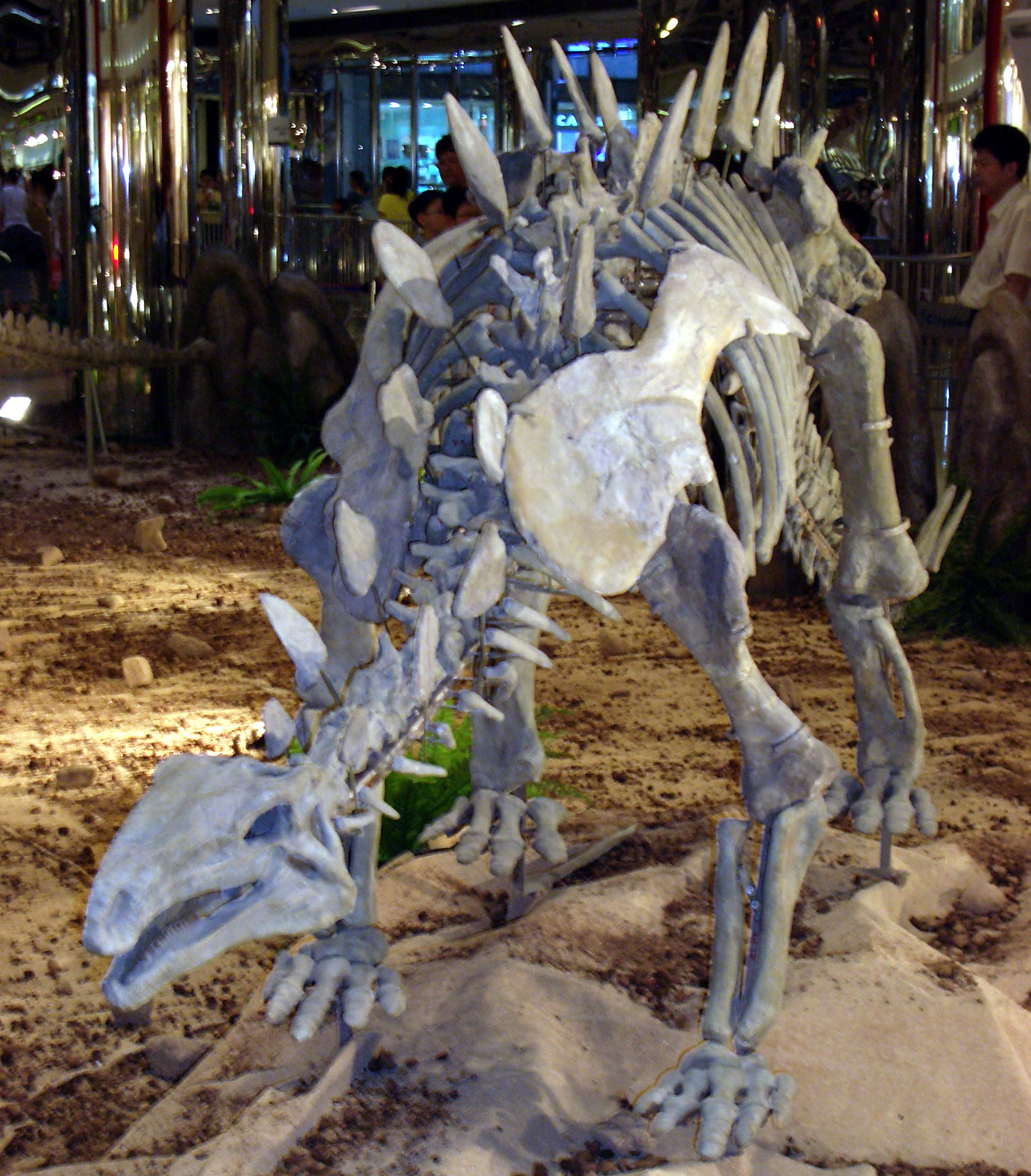
Huayangosaurus

- Stegosauridae (au trăit în Jurasic și Cretacic în America de Nord și Africa)

### Alte genuri
- Familie Huayangosauridae
  - Huayangosaurus (Sichuan, China)
  - ? Regnosaurus (Sussex, Marea Britanie)
- Familie Stegosauridae
  - Chialingosaurus - ( Sichuan, China)
  - Chungkingosaurus - (Chongqing, China)
  - Dacentrurus - (Regatul Unit, Franța și Spania)
  - Hesperosaurus - (Wyoming, Statele Unite ale Americii)
  - Miragaia - (Portugalia)
  - Monkonosaurus - (Tibet, China)
  - Paranthodon - (Africa de Sud)
  - Wuerhosaurus - (Xinjiang , Western China)
  - Subfamilia StegosaurinaeChungkingosaurus

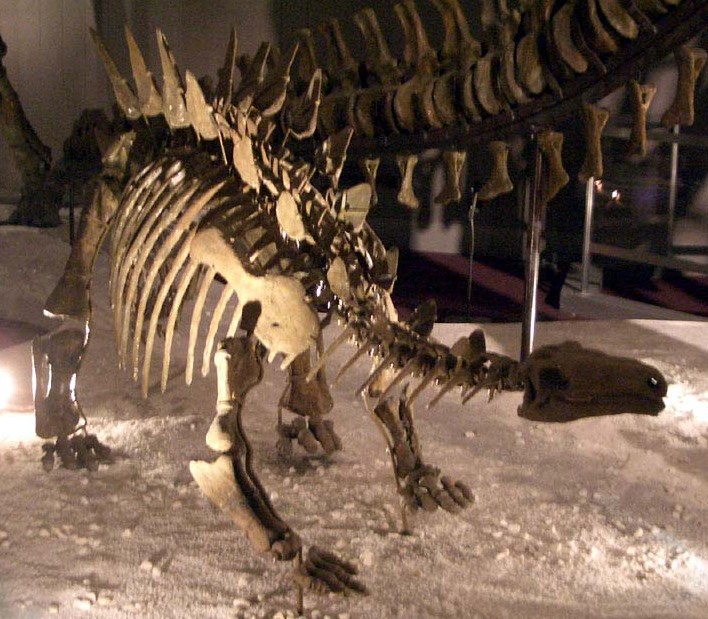
Chungkingosaurus

    - Kentrosaurus - (Tanzania, Africa)
    - Lexovisaurus (= Loricatosaurus) - ( Regatul Unit și Franța)
    - Stegosaurus - (Wyoming, Statele Unite ale Americii)
    - Tuojiangosaurus - (Sichuan, China)

## Descriere
Stegosaurizii erau ierbivori, patrupezi.

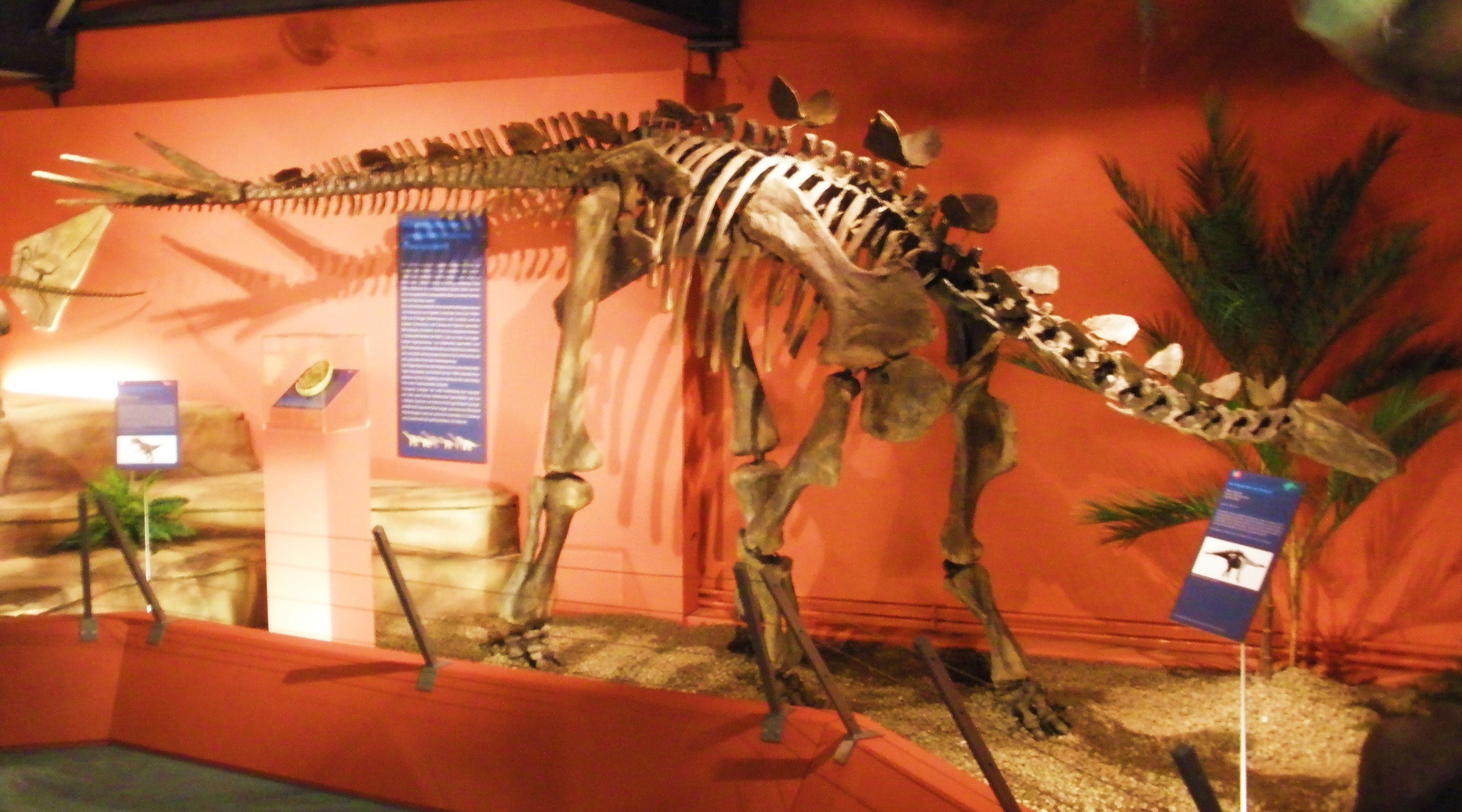
Miragaia

## Exemplare

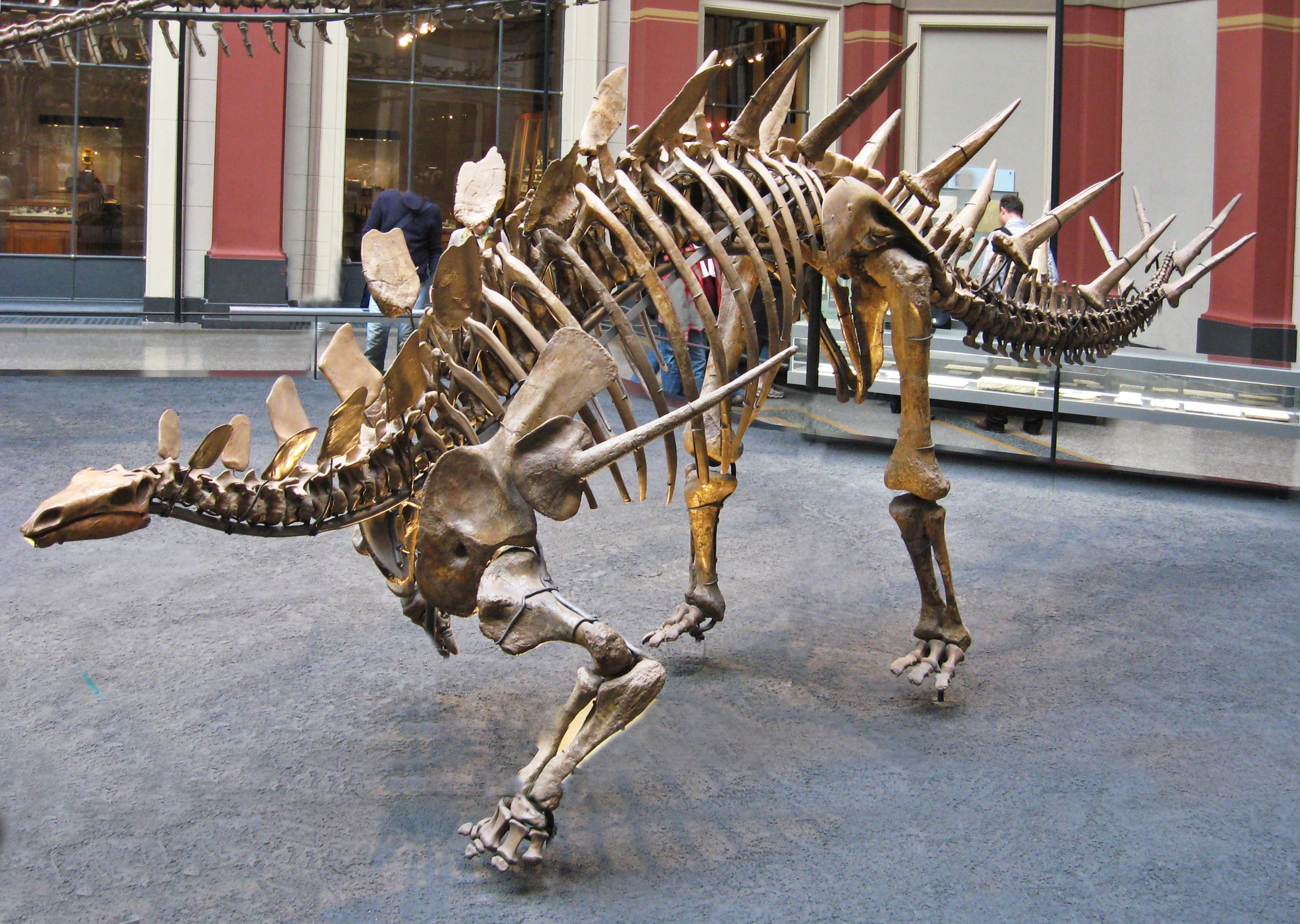
Kentrosaurus

- Huayangosaurus
- Chialingosaurus
- Regnosaurus
- Chungkingosaurus
- DacentrurusKentrosaurus
- Hesperosaurus
- Miragaia
- Kentrosaurus
- Paranthodon
- Monkonosaurus
- Wuerhosaurus
- Tuojiangosaurus
- Craterosaurus
- Lexovisaurus
- Jiangjunosaurus

## Filogenie
```
Stegosauria

|--
Huayangosaurus

`--
Stegosauridae

   `--+-?
Chungkingosaurus

      `--+--
Chialingosaurus

         `--+--+--
Wuerhosaurus

            |  `--+--
Dacentrurus

            |     `--
Hesperosaurus

            `--+--
Tuojiangosaurus
 
               `--+--+--
Kentrosaurus
            
                  |  `--
Lexovisaurus

                  `--+--
Stegosaurus stenops

                     `--
S. ungulatus
 (=?
S. armatus
)
```